# William Davidson (Segler)
William Phythian Davidson (* 1876 in Liverpool; † 15. April 1939 in Hoylake) war ein britischer Segler.

## Erfolge
William Davidson gewann 1908 in London bei den Olympischen Spielen in der 12-Meter-Klasse die Silbermedaille. Bei der auf dem Firth of Clyde in Schottland ausgetragenen Regatta traten lediglich die beiden britischen Boote Hera und Mouchette, zu deren Crew Davidson gehörte, in zwei Wettfahrten gegeneinander an. Die Hera gewann beide Wettfahrten, sodass neben Davidson und Skipper Charles MacIver auch die übrigen Crewmitglieder John Jellico, James Baxter, Thomas Littledale, James Spence, J. Graham Kenion, Charles MacLeod-Robertson, John Adam und Charles R. MacIver den zweiten Platz belegten.